# Huntleya lucida
Huntleya lucida är en orkidéart som först beskrevs av Robert Allen Rolfe, och fick sitt nu gällande namn av Robert Allen Rolfe. Huntleya lucida ingår i släktet Huntleya och familjen orkidéer. Inga underarter finns listade i Catalogue of Life.

## Bildgalleri

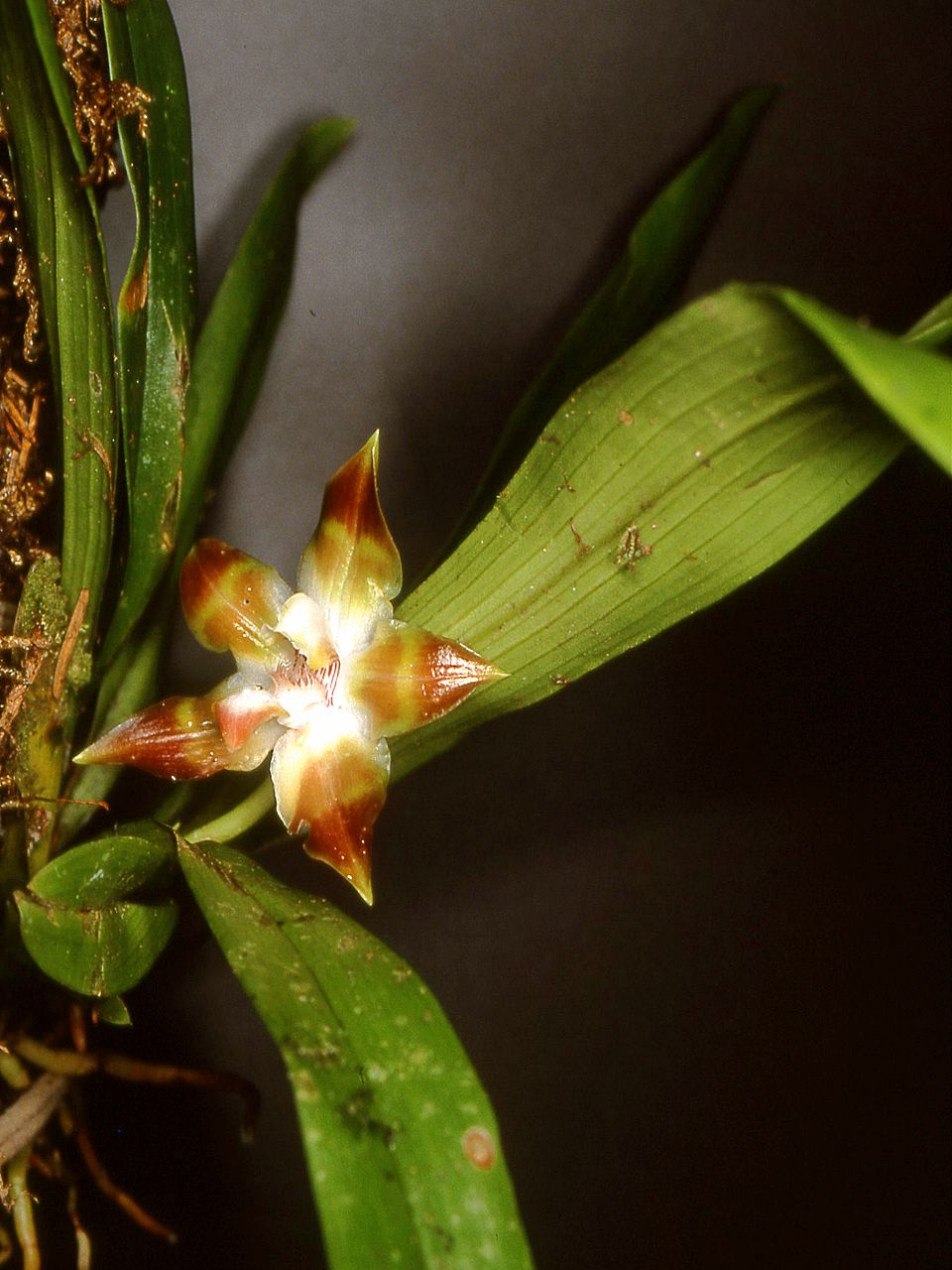
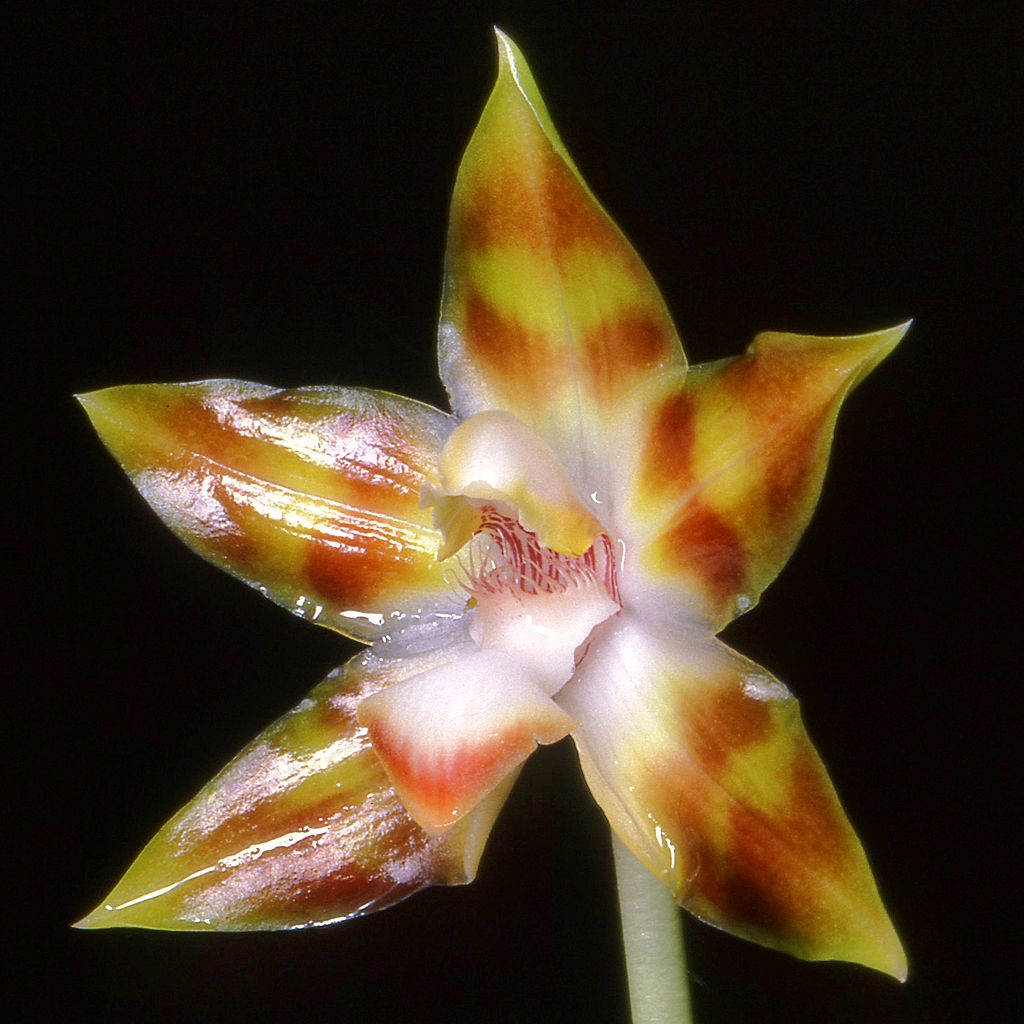
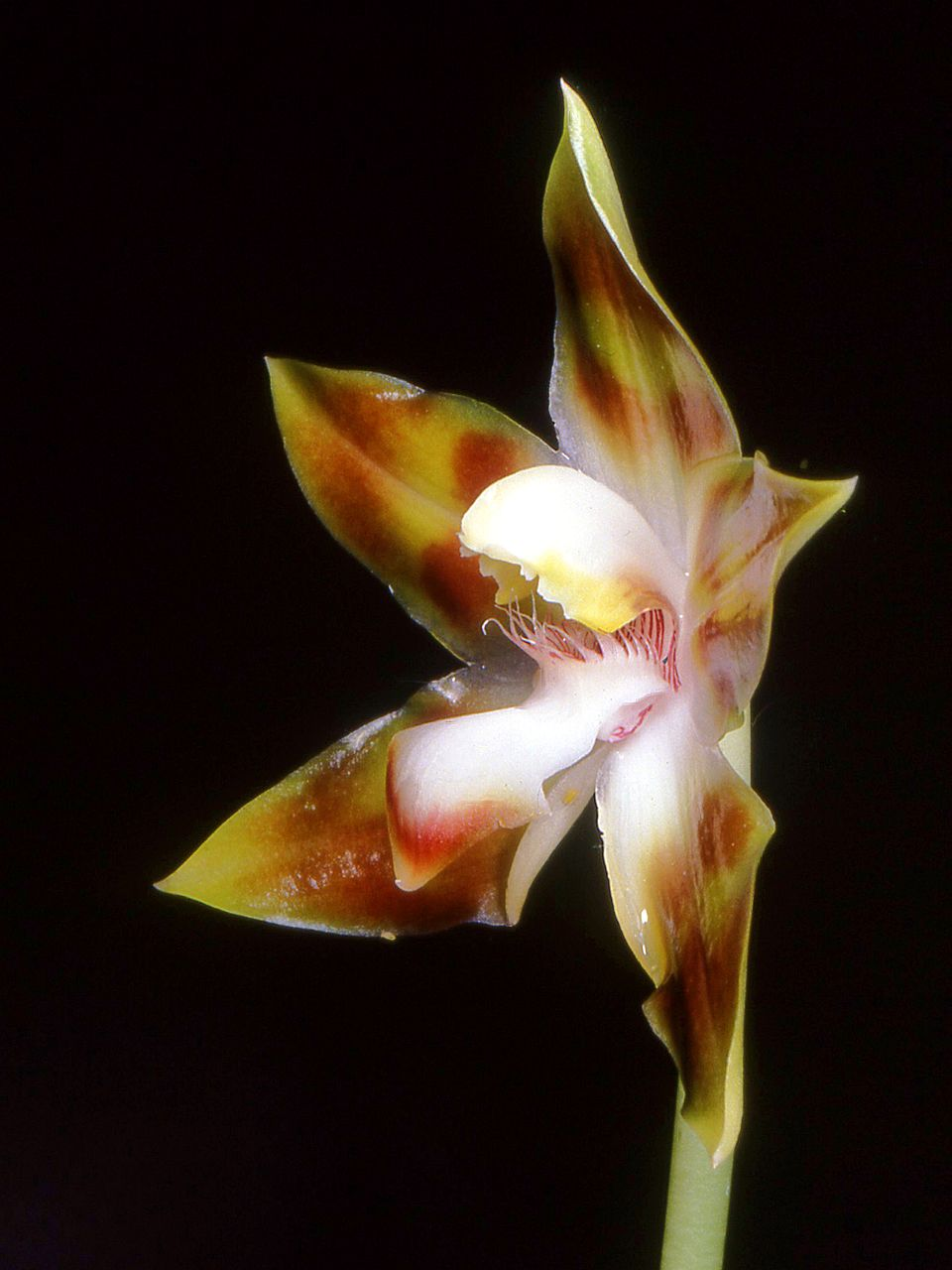